# Basolus von Verzy

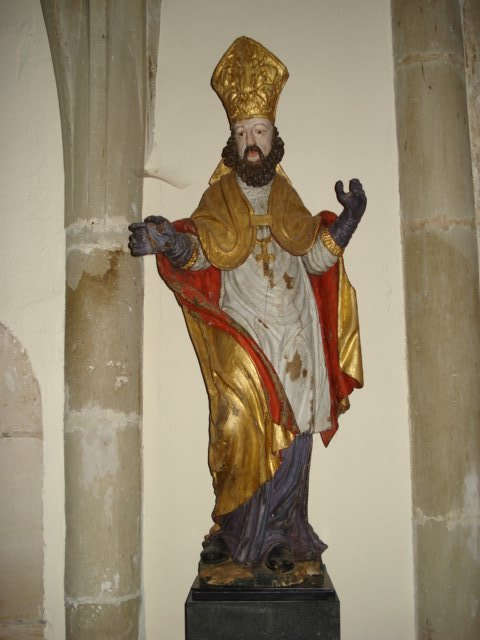
Basolus von Verzy in der Kirche zu Vittel

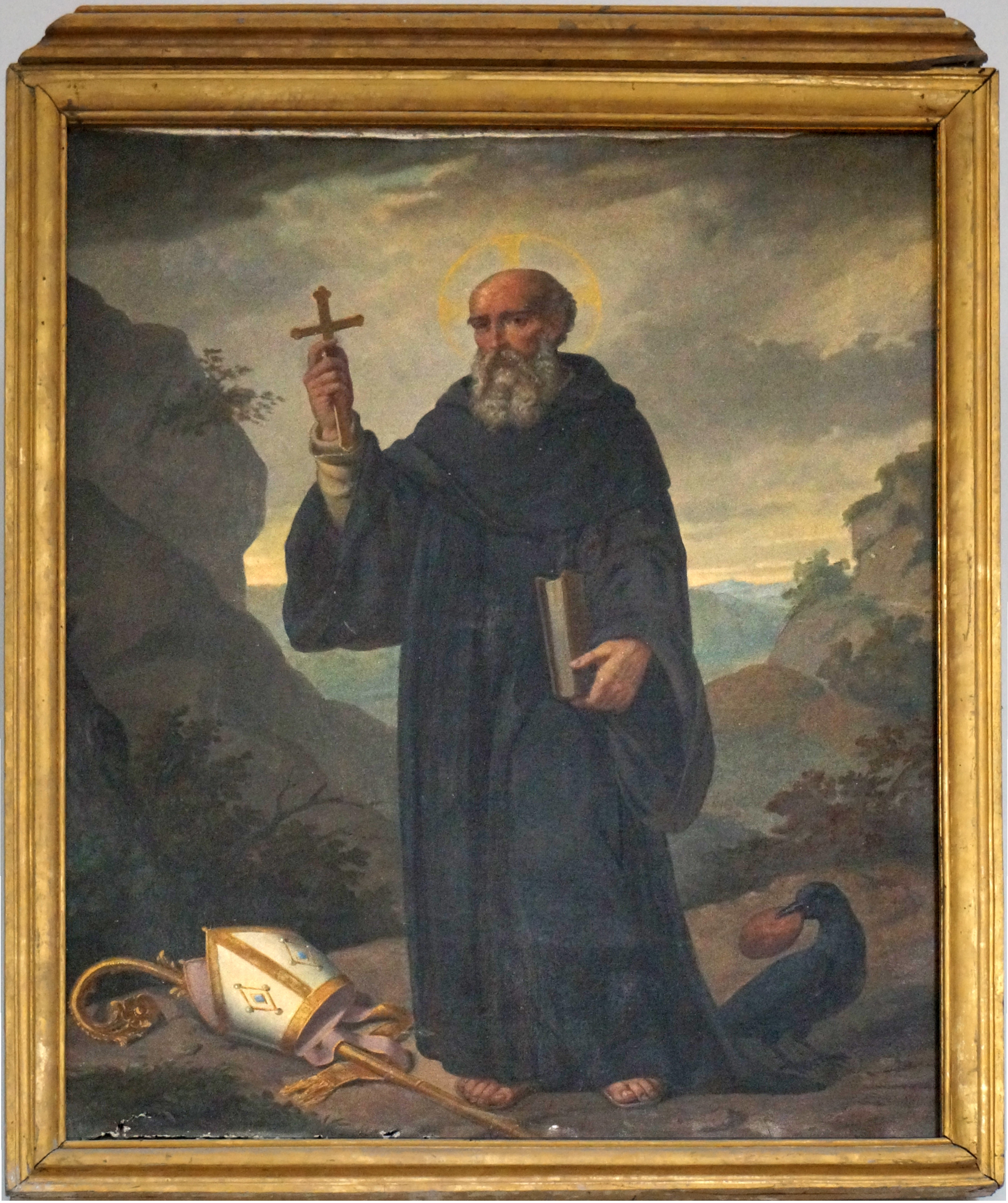
Basolus von Verzy in der Kirche zu Verzy.

Basolus von Verzy (* um 555 im Limousin; † 25. November 630 in Reims), französisch Basle de Verzy, ist ein katholischer und orthodoxer Heiliger. Er missionierte weite Teile der Champagne und Lothringens. Über das Leben des Basolus berichteten Adson, Abt von Montier-en-Der, sowie Jean Mabillon in seinem Werk Acta Sanctorum ordinis Sancti Benedicti („Über das Leben der Heiligen im Orden des Heiligen Benedikt“).

## Leben
Nachdem Basolus vom Heiligen Remigius von Reims gehört hatte, ging er als Novize in das Kloster, in dem sich das Grab dieses Heiligen befand.
Um 575 zog Basolus als Einsiedler in den Wald von Verzy. Später zog er als Missionar durch den Osten des heutigen Frankreichs und errichtete unterwegs immer wieder Kapellen. Noch heute erinnern verschiedene Ortsnamen an den Heiligen Basolus:
- Dombasle-en-Argonne
- Dombasle-en-Xaintois
- Dombasle-devant-Darney
- Dombasle-sur-Meurthe
- Saint-Baslemont

Im Alter kehrte Basolus in die Champagne zurück, wo er am 25. November 630 starb.

## Verehrung
Am Grab des Basolus sollen mehrere Wunder geschehen sein. Ein Kloster wurde an dieser Stelle errichtet, das bis zur Französischen Revolution bestand.